# Conde de Lichfield
Conde de Lichfield é um título do Pariato do Reino Unido. Foi criado duas vezes anteriormente no Pariato da Inglaterra.
Os títulos subsidiários do presente Conde de Lichfield são Visconde Anson, de Shugborough e Orgrave no Condado de Suffolk, e Barão Soberton, de Soberton no Condado de Southampton. Ambos estão no Pariato do Reino Unido e foram criados a 17 de fevereiro de 1806. O título de cortesia do filho mais velho e herdeiro do Conde é "Visconde Anson".
O quinto Conde, Thomas Patrick John Anson, ficou bastante conhecido como fotógrafo da sociedade. Ele sofreu um acidente vascular cerebral e morreu aos sessenta e seis anos, em 11 de novembro de 2005.
O principal sítio da família é Shugborough Hall, Staffordshire, a quinze milhas da cidade de Lichfield.

## História

### Primeira criação
Lord Bernard Stewart, filho mais jovem de Esmé Stewart, 1.º Duque de Lennox, estava para ser titulado Conde de Lichfield por Carlos I por suas ações nas batalhas de Newbury e Naseby, mas morreu antes que a criação pudesse ser feita. Charles Stewart (1639-1672), cujo pai foi irmão de Bernard e morreu na Batalha de Edgehill, foi então titulado Conde de Lichfield em dezembro de 1645, logo depois da Batalha de Rowton Heath. O primo de Charles, que deteve os títulos de Duque de Richmond e Conde de Lennox através do filho mais velho do 1.º Duque de Lennox, morreu em 1660, aos onze anos de idade, com Charles como seu herdeiro. Ele então casou-se com Frances Teresa Stuart, que, como se alega, foi amante de Carlos II. Em desgraça com o rei, Charles exilou-se como embaixador na Dinamarca, onde morreu afogado em 12 de dezembro de 1672. Todos os seus títulos ingleses e escoceses que ele tinha adquirido foram extintos.

### Segunda criação
Em 1674, Carlos II titulou Sir Edward Henry Lee, 5.º Baronete de Quarendon, como Conde de Lichfield e Visconde Quarendon. Edward Lee era um descendente de Henry Lee de Ditchley. Em 1667, o Conde casou-se com Charlotte FitzRoy, filha ilegítima de Carlos II e de Barbara Villiers. O filho mais velho deles, George Henry Lee (1690–1742), passou o título para seu filho George Henry Lee (1718-1772), que morreu sem deixar descendência. O último herdeiro homem dos Lees de Quarendon foi o único filho sobrevivente de Edward, Robert Lee, que não deixou filhos. O título tornou-se extinto mais uma vez com sua morte.

### Terceira criação
George Anson (1697–1762) juntou-se à Marinha Real Britânica em 1712 e, em 1722, foi feito Capitão. Durante a Guerra de Sucessão Austríaca, ele comandou o HMS Centurion para capturar navios espanhóis entre Acapulco e Filipinas. Em 1744, retornou à Inglaterra, tendo capturado o galeão Señora de Cavadonga, com um tesouro de 500 mil libras esterlinas. Sua nova fortuna lhe trouxe privilégios que o levaram a se tornar Almirante-de-Esquadra. Em 1720, seu irmão Thomas herdou seus bens e serviu como membro do parlamento por Lichfield. Tendo falecido solteiro em 1733, seu sobrinho George Adams de Orgreave (filho de sua irmã) herdou a propriedade de Shugborough. Em 30 de abril de 1733, Adams, como se alega, adotou o sobronome Anson. Em 1806, seu filho foi titulado Visconde Anson. Seu neto Thomas foi feito Conde de Lichfield em 1831, por Guilherme IV.

## Condes de Lichfield, primeira criação (1645)
- Charles Stewart, 3.º Duque de Richmond, 6.º Duque de Lennox, 1.º Conde de Lichfield (1639-1672)

## Condes de Lichfield, segunda criação (1674)
- Edward Henry Lee, 1.º Conde de Lichfield (1663-1716)
- George Henry Lee, 2.º Conde de Lichfield (1690-1742)
- George Henry Lee, 3.º Conde de Lichfield (1718-1772)
- Robert Lee, 4.º Conde de Lichfield (1706-1776)

## Viscondes Anson (1806)
- Thomas Anson, 1.º Visconde Anson (1767-1818)
- Thomas William Anson, 2.º Visconde Anson (1795-1854) (tornou-se Conde de Lichfield em 1831)

## Condes de Lichfield, terceira criação (1831)
- Thomas William Anson, 1.º Conde de Lichfield (1795-1854)
  - Thomas George Anson, 2.º Conde de Lichfield (1825-1892)
    - Thomas Francis Anson, 3.º Conde de Lichfield (1856-1918)
      - Thomas Edward Anson, 4.º Conde de Lichfield (1883-1960)
        - Thomas William Arnold Anson, Visconde Anson (1913–1958)
          - Thomas Patrick John Anson, 5.º Conde de Lichfield (1939-2005)
            - Thomas William Robert Hugh Anson, 6.º Conde de Lichfield (n. 1978)
              - Thomas Ossian Patrick Wolfe Anson, Visconde Anson (n. 2011)